# روبرت ديكستر كونراد
روبرت ديكستر كونراد (بالإنجليزية: Robert Dexter Conrad) هو ضابط أمريكي، ولد في 20 مارس 1905 في أورانج في الولايات المتحدة، وتوفي في 26 يوليو 1949 في نيويورك في الولايات المتحدة.